# Ruisseau des Planchettes
Le ruisseau des Planchettes est une  rivière du sud-ouest de la France, dans les ancienne régions Auvergne et Languedoc-Roussillon, donc en nouvelle région Auvergne-Rhône-Alpes et Occitanie, affluent de la Truyère sous-affluent de la Garonne par le Lot.

## Géographie
De 9,8 km de longueur, le ruisseau des Planchettes prend sa source dans le département du Cantal, commune de Clavières et se jette dans la Truyère en rive droite sur la commune de Chaulhac, département de la Lozère.

### Départements et communes traversées
- Cantal : Clavières, Lorcières, Chaliers.
- Lozère : Chaulhac.

## Principaux affluents
- Ruisseau de la Fage : 1,6 km
- Ravin des Vergnes : 1,8 km